# Unidos por Gran Canaria
Unidos por Gran Canaria (UxGC) es un partido político español insularista escindido del Partido Popular, cuyo ámbito de actuación se encuentra en la isla de Gran Canaria. Este partido, fundado en el año 2015 por el actual alcalde de la Villa de Santa Brígida y expresidente del Cabildo de Gran Canaria, José Miguel Bravo de Laguna, que ha pasado por varios partidos, tras no haber sido seleccionado por el entonces presidente del Partido Popular de Canarias, José Manuel Soria, como candidato a la reelección para la presidencia del Cabildo insular, defiende una mayor relevancia de la isla en el conjunto de Canarias. En la actualidad está liderado por su presidente y portavoz, hijo del fundador, Lucas Bravo de Laguna, exalcalde de la villa de Santa Brígida y exconsejero de Deportes del Cabildo Insular de Gran Canaria. 

## Resultados electorales

### Autonómicas
| Año  | Votos  | %     | +/- pp | Escaños | +/-         | Posición | Gobierno           | Candidato              |
| ---- | ------ | ----- | ------ | ------- | ----------- | -------- | ------------------ | ---------------------- |
| 2015 | 32 701 | 3,60  | Nuevo  | 0/60    | Sin cambios | #7       | Extraparlamentario | Francisco Manuel Gómez |
| 2019 | 42 507 | 11,66 | 8,06%  | 1/60    | 1           | #4       | Oposición          | Lucas Bravo de Laguna  |
| 2023 | 17 153 | 4,67  | 6,99%  | 0/60    | 1           | #4       | Extraparlamentario | Lucas Bravo de Laguna  |

A las elecciones autonómicas de 2015 Unidos por Gran Canaria se presentó en una coalición electoral más amplia junto con Centro Canario Nacionalista como Unidos.
Para las elecciones autonómicas de 2019, Unidos por Gran Canaria se presentó en coalición por la circunscripción de Gran Canaria junto a Coalición Canaria.

### Cabildo de Gran Canaria
| Año  | Votos  | %     | +/- pp | Escaños | +/- | Posición | Gobierno    | Candidato                   |
| ---- | ------ | ----- | ------ | ------- | --- | -------- | ----------- | --------------------------- |
| 2015 | 44 141 | 11,31 | Nuevo  | 4       | 4   | 5º       | Oposición   | José Miguel Bravo de Laguna |
| 2019 | 39 243 | 10,60 | 0,71%  | 3       | 1   | 4º       | Oposición   | José Miguel Bravo de Laguna |
| 2023 | 17 872 | 4,83  | 5,77%  | 0       | 3   | 6º       | Sin escaños | José María Ponce            |

### Elecciones generales de España de 2023
| Año  | Votos  | %    | +/- pp | Escaños | +/-         | Posición | Congreso    |
| ---- | ------ | ---- | ------ | ------- | ----------- | -------- | ----------- |
| 2023 | 33 558 | 6,34 | Nuevo  | 0       | Sin cambios | 6º       | Sin escaños |

| Año  | Votos  | Escaños | +/-         | Posición | Senado      |
| ---- | ------ | ------- | ----------- | -------- | ----------- |
| 2023 | 54 021 | 0       | Sin cambios | 6º       | Sin escaños |

Coalición Canaria, Unidos por Gran Canaria, Agrupación Herreña Independiente y ocho partidos locales de la provincia de Las Palmas concurrieron unidos al Congreso y Senado por todas las circunscripciones de Canarias.

## Caso Damco

### Investigación judicial a Lucas Bravo de Laguna y Christian Cerpa
En marzo de 2024, en plena investigación del Caso Koldo en los diferentes territorios en los que hasta hacía menos de un año había gobernado el PSOE, en Canarias se comenzó a investigar la compra de mascarillas y otros útiles sanitarios. Así, la Fiscalía Provincial de Las Palmas interpuso una querella por el conocido como Caso Damco, donde se acusa a varios empresarios y políticos canarios de seis delitos contra la Hacienda Pública, concretamente, por malversación, blanqueo de capitales y fraude. Entre los investigados por haber vendido entre los años 2020 y 2021 material sanitario al Servicio Canario de Salud por valor de casi 23 millones de euros en un sofisticado entramado ilegal para evitar tributar lo debido y sin justificar la actividad, se encuentra el actual presidente de Unidos por Gran Canaria e hijo del fundador del mismo partido, actual alcalde de la Villa de Santa Brígida y expresidente del Cabildo Insular de Gran Canaria, José Miguel Bravo de Laguna. En la querella se apunta que podría haber indicios de malversación, blanqueo de capitales y corrupción. 
Lucas Bravo de Laguna es administrador de la empresa B&M Sport Marketing, a las que Damco Trading Services y Tanoja Services transfirieron dinero para compensar "actividades de intermediación". 
Por otro lado, Christian Cerpa, vocal del partido insularista, la Fiscalía Provincial lo relaciona con el destino final del dinero presuntamente malversado por el presidente de Unidos por Gran Canaria y el presidente de la Unión Deportiva Las Palmas, Miguel Ángel Ramírez.
Damco Trading Services y Tanoja Services firmaron un contrato cuyo objeto principal era «la realización de gestiones necesarias para conseguir acuerdos de compraventa de productos sanitarios e higiénicos para Canarias en exclusiva», donde la empresa del presidente del club insular «localizaría posibles potenciales clientes para la venta de los lotes de productos». 
Tanoja asumiría las funciones de «recepcionar las mercancías, evaluar la calidad y cantidad de las mismas con la distribución y entrega de productos a los clientes de Damco», relata el auto. Posteriormente, la propia Tanoja «manifestó que no se trataba de conseguir clientes, sino recepción de mercancías, evaluación de la cantidad y calidad de las mismas para finalizar con la distribución y entrega de los productos a los clientes de Damco».
Para tal fin, Tanoja contrató a la empresa de Bravo de Laguna, B&M Sport Marketing SLU, constituida en el año 2015, para «a través de B&M Damco», traer a Canarias el material sanitario «que había concertado Tanoja con Damco», es decir, se encargaría de la «recepción, distribución de los productos y control de la mercancía hasta su entrega, por el precio del 33% -IGIC incluido-, del importe que Tanoja perciba de Damco».
Por último, para cerrar el presunto entramado delictivo, Bravo de Laguna firmó un contrato con el vocal de Unidos, Christian Cerpa, el 22 de abril de 2020, por el que éste se encargaría de la «supervisión del material sanitario» contactando con «proveedores autorizados», el «seguimiento del transporte, supervisión en destino, gestión de retirada y restitución de material defectuoso, percibiendo la cantidad que se establezca en cada operación».
Además, insiste la querella, Tabaiba, B&M Sport y Christian Cerpa «carecían de activo y de personal para desarrollar la actividad supuestamente realizadas, además de tener objetos sociales distintos» al comercio de material sanitario.